# Scharnstein
Scharnstein è un comune austriaco di 4 779 abitanti nel distretto di Gmunden, in Alta Austria; ha lo status di comune mercato (Marktgemeinde) e tra il 1848 e il 1976 aveva assunto il nome di Viechtwang.